# Roger Somville
Roger Somville né à Schaerbeek le 13 novembre 1923 et mort à Tervuren le 31 mars 2014,, est un peintre belge.
Il fut un défenseur du réalisme contre l’art abstrait.

## Biographie
Roger Somville naît à Schaerbeek le 13 novembre 1923.
Roger Somville présente des œuvres figuratives, avec des personnages aux grands yeux à l’allure souvent un peu rêveuse, évoluant dans un univers abstrait, où se fait parfois sentir l'influence de Pablo Picasso.
Il entend placer l'homme au centre de son art. Il lutte dès lors contre ce qu'il estime être la tendance croissante de la peinture moderne à la perte de sens et à la déshumanisation. Il dénonce dans son livre Peindre « les trucages en forme d’art », « les productions vides », « le triomphe du moins que rien », « le simplisme nul », « le bricolage esthète », « le conformisme du jamais vu » et « l’inféodation de l’art moderne au marché mondialisé ».
Roger Somville est l'auteur de nombreuses œuvres murales, notamment une tapisserie exaltant la paix que le gouvernement belge offrit au siège belge de l'OTAN, ainsi que la peinture murale de 600 m2 de la station de métro Hankar à Bruxelles illustrant le thème de la ville moderne.
Membre du Parti communiste belge, Roger Somville écrivait en son temps : « La Création d’un art public exaltant la vie et le travail des hommes, leurs luttes, leurs souffrances, leurs joies, leurs victoires et leurs espoirs ; art à placer à la portée de tous, là où passent et vivent les hommes ».
Il est enseignant et directeur de l'Académie des beaux-arts de la commune bruxelloise de Watermael-Boitsfort pendant 38 ans. Il réalise la peinture murale qui surmontait l'entrée du théâtre du Parvis en 1970 et expose dans la galerie de ce lieu en mars-avril 1971. De 1948 à sa mort, Roger Somville travaille dans son atelier de Tervuren et dans celui d'Olmet en France.
Roger Somville est membre de la loge maçonnique Amitié Victor Bohet du Grand Orient de Belgique.
Une fondation internationale veille à la promotion de son œuvre et aux activités liées à celle-ci.
Une exposition comptant une quarantaine d'œuvres de Roger Somville a lieu à Méricourt dans le Pas-de-Calais en juin 2025.

## Vie privée
Roger Somville a une fille, Claire, et un fils, Marc.

## Œuvres
- Notre temps[5] né à Schaerbeek le 13 novembre 1923, 1976, peinture murale, métro de Bruxelles, station Hankar. La peinture murale de la station Hankar fut officiellement inaugurée en 1976 en présence du roi Baudoin. Il faut y voir des thèmes que Somville abordait également dans ses toiles, comme la foule, les motards, la marche de l'humanité, le cri chilien, la répression, un hommage aux bâtisseurs, une manifestation, un café de nuit, un peintre qui s'interroge et une plage.
- Qu'est-ce qu'un intellectuel ?[5], 1987, peinture murale, Louvain-la-Neuve. Somville réalise cette œuvre avec le collectif d'art public qu'il crée en 1979[6]. Dimension : 410 m2, pignon de 21 6m, mur latéral de 21 13,5m. Commandé en 1987 par l'université catholique de Louvain pour orner l'un des murs des Halles universitaires de Louvain-la-Neuve dominant la rue des Wallons, représente de haut en bas l'intellectuel gréco-romain, l'intellectuel de la Renaissance et l'intellectuel contemporain[7].

Qu'est ce qu'un intellectuel ? (1987), Louvain-la-Neuve
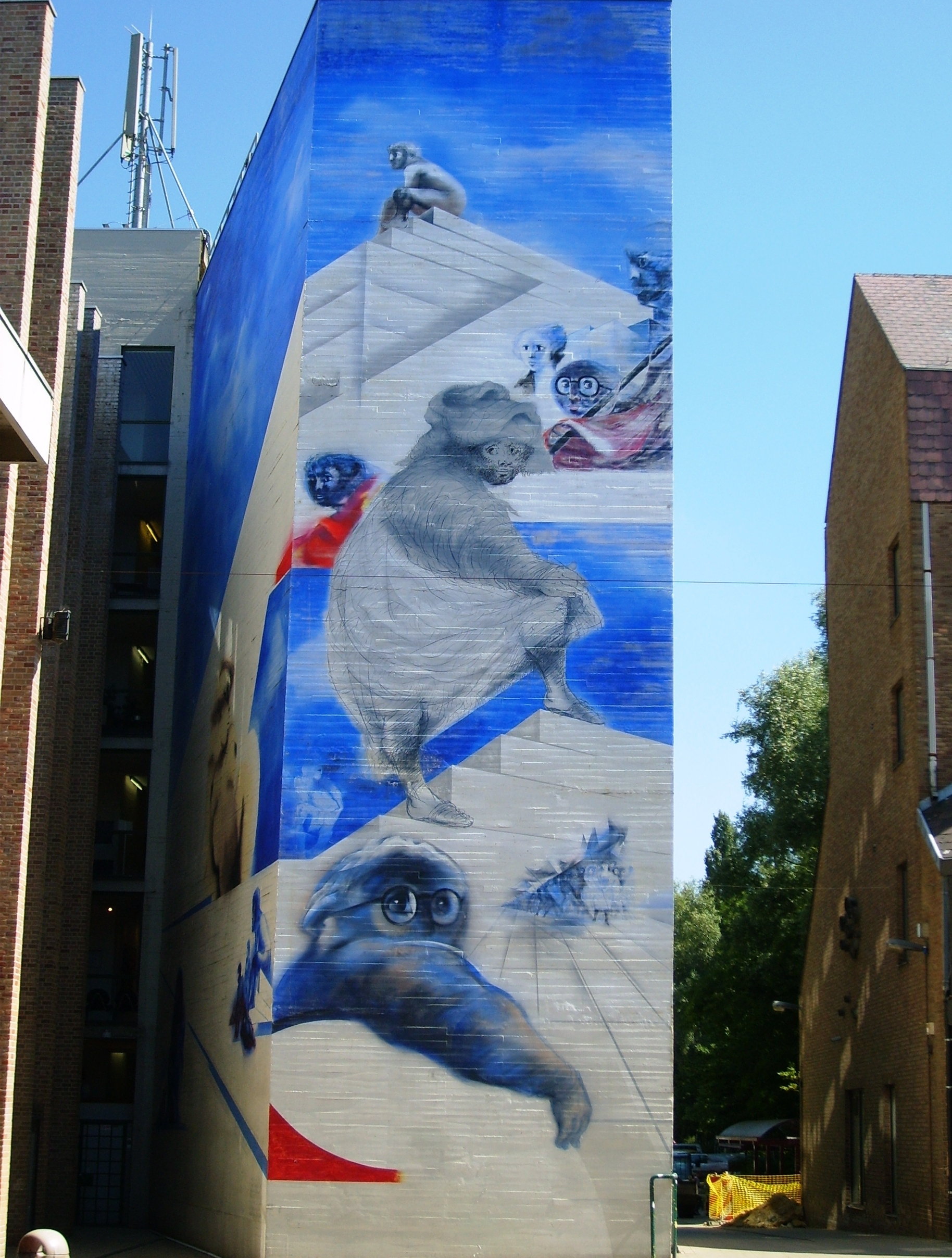
Vue d'ensemble.
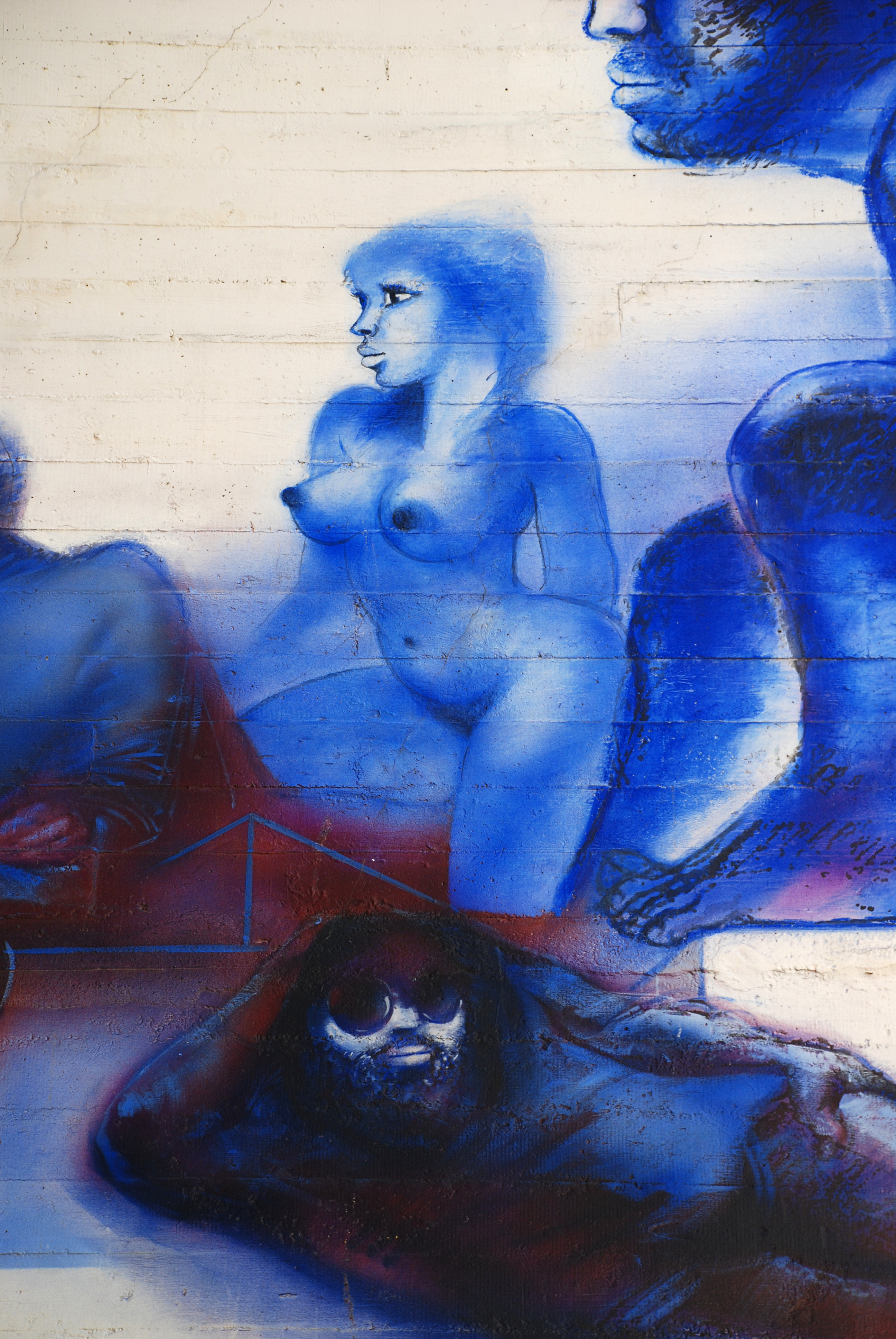
Détail.
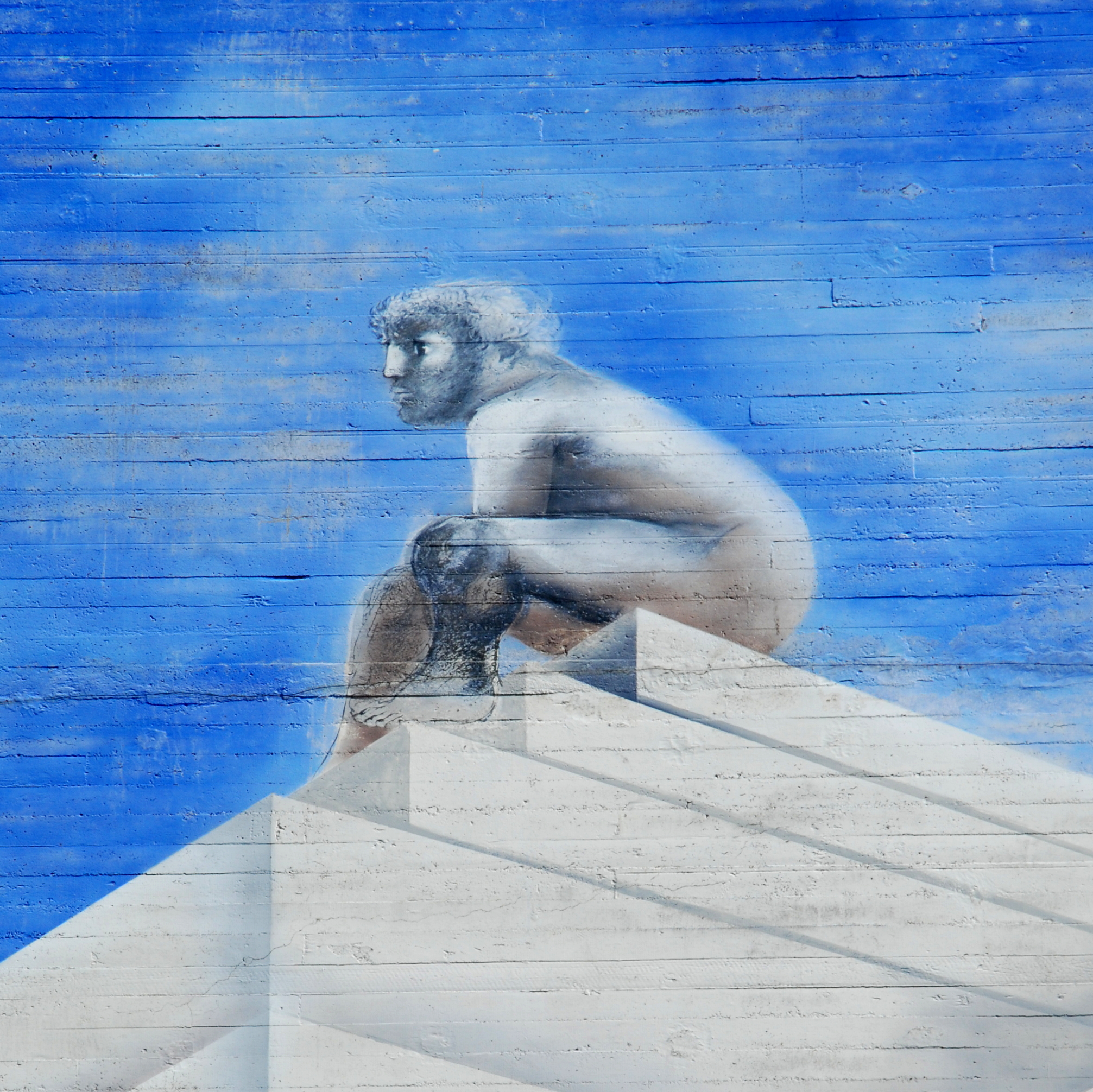
Détail.
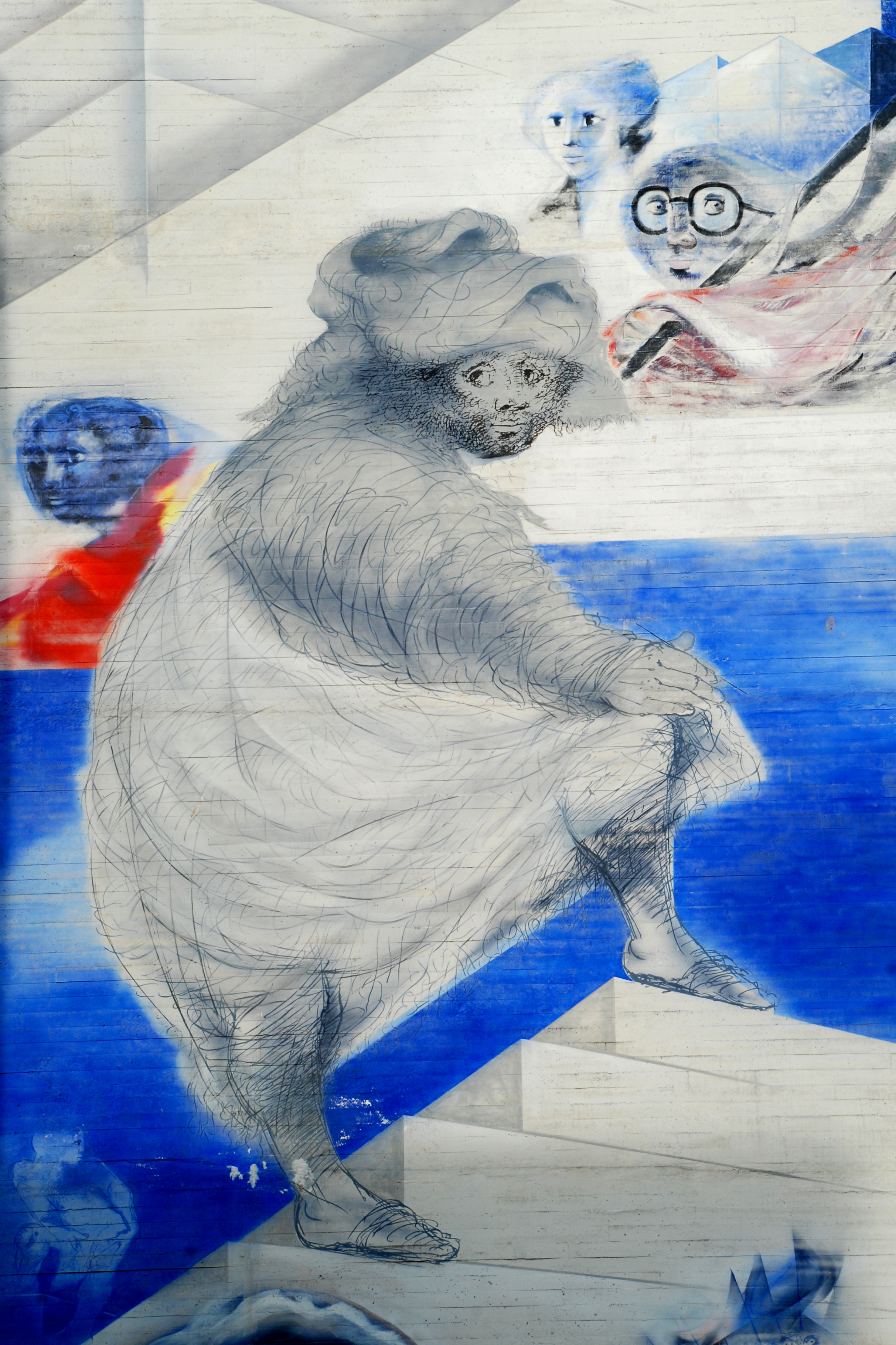
Détail.
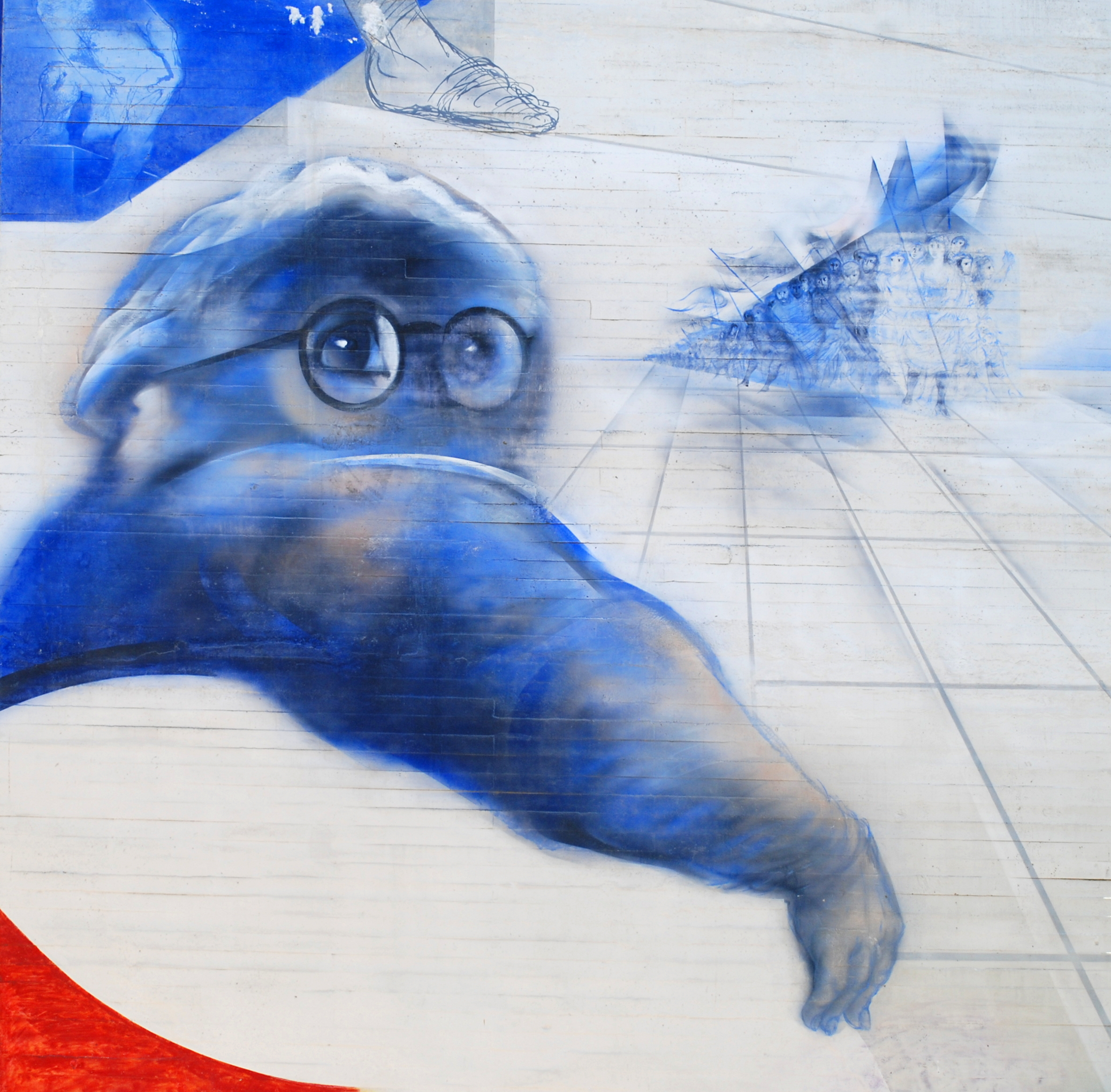
Détail.
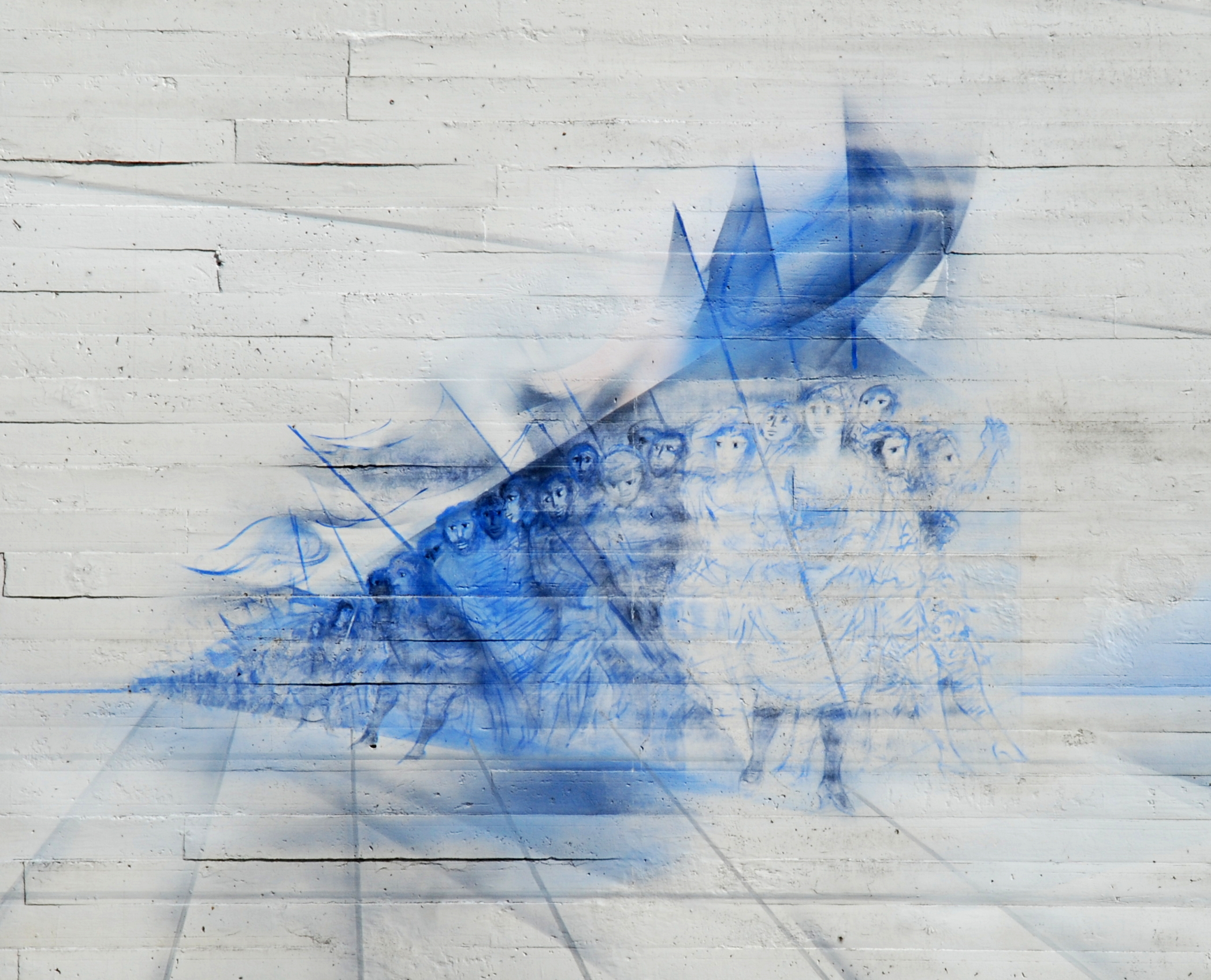
Détail.